# Spermophora paluma
Spermophora paluma är en spindelart som beskrevs av Huber 200. Spermophora paluma ingår i släktet Spermophora och familjen dallerspindlar.
Artens utbredningsområde är Queensland. Inga underarter finns listade i Catalogue of Life.